# رئوس مطالب کانادا

پرچم کانادا

طرح کلی زیر به عنوان یک نمای کلی و راهنمای موضوعی برای کانادا ارائه شده‌است:
کانادا ‎/ˈkænədə/‎ IS کشوری در آمریکای شمالی متشکل از ده استان و سه سرزمین است. این کشور در قسمت شمالی قاره، از اقیانوس اطلس در شرق تا اقیانوس آرام در غرب و شمال به اقیانوس منجمد شمالی گسترش می‌یابد. کانادا دومین کشور بزرگ جهان و سهمی بزرگی از مرزهای زمینیش با ایالات متحده در جنوب و شمال غرب، و مرزهای دریایی با فرانسه و گرینلند در شرق و شمال شرق دارد.
کانادا فدراسیونی است که به عنوان دموکراسی پارلمانی و پادشاهی مشروطه با ملکه الیزابت دوم به عنوان رئیس دولت اداره می‌شود. این یک کشور دوزبانه و چندفرهنگی است که در سطح فدرال هر دو زبان انگلیسی و فرانسه به عنوان زبان‌های رسمی وجود دارد. از لحاظ فن آوری پیشرفته و صنعتی، کانادا اقتصاد متنوعی را حفظ می‌کند.

## مرجع عمومی
- تلفظ ‎/ˈkænədə/‎
- نام کشور: کانادا
- نام رسمی کشور: کانادا
- نام خارجی و داخلی متداول: کانادا
- اندونیم رسمی: کانادا
- صفت: کانادایی، کانادا

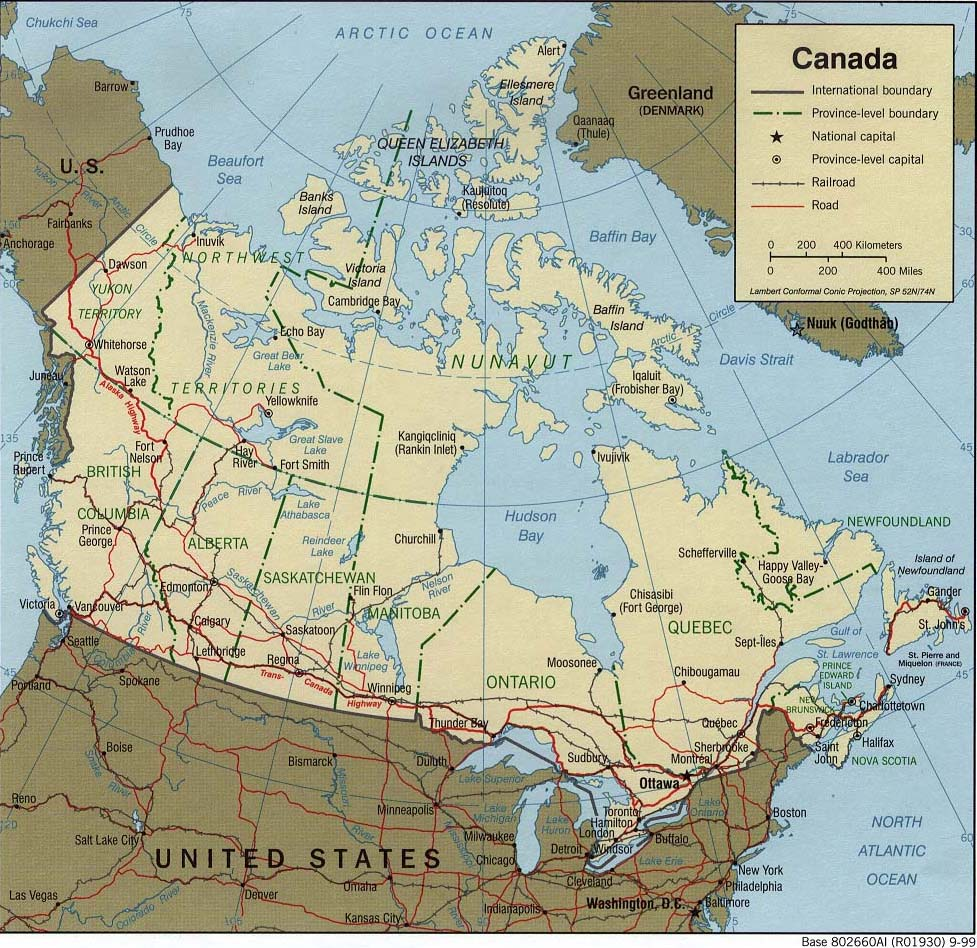
نقشه قابل ارتقا از کانادا

- نام مستعار: کانادایی (Fr. canadien)
- ریشه‌شناسی: نام کانادا
- کدهای ISO کشور: CA , CAN، ۱۲۴
- کد منطقه ایزو: به ISO 3166-2:CA
- دامنه سطح بالا کد کشور در اینترنت: .ca
- رتبه‌بندی بین‌المللی کانادا

## جغرافیا
جغرافیای کانادا
- کانادا
  - کشور
    - دولت ملی
    - قلمروی مشترک‌المنافع
    - فدراسیون
- موقعیت:
  - نیم‌کره شمالی، نیم‌کره غربی
    - قاره آمریکا
      - آمریکای شمالی
        - شمال آمریکا
- جغرافیای کانادا: ۹٬۹۸۴٬۶۷۰ کیلومتر مربع (۳٬۸۵۵٬۱۰۰ مایل مربع) - فهرست کشورها و مناطق بر پایه پهناوری
- اطلس کانادا

### محیط زیست
- جغرافیای کانادا
- حیات‌وحش کانادا
  - زمین‌لرزه ۱۹۹۶ راکی مانتن هاوس

#### ویژگی

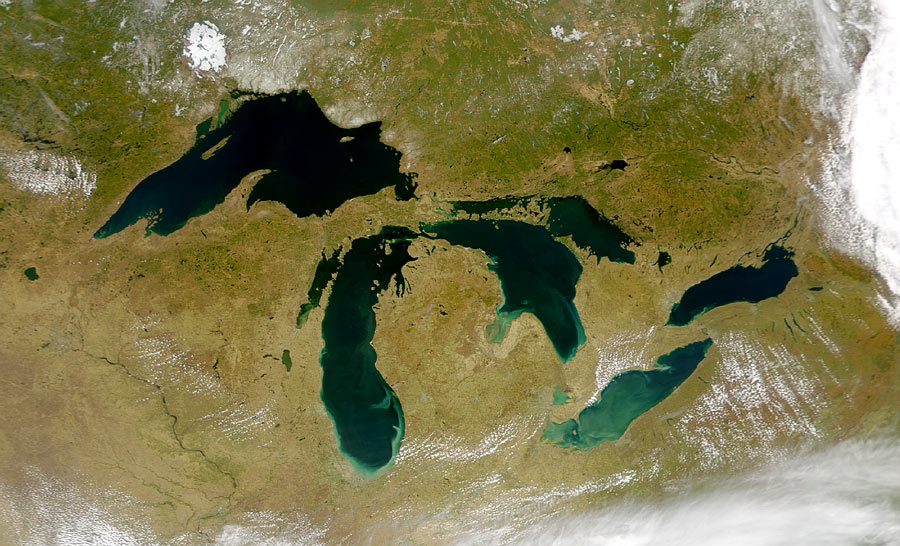
تصویر ماهواره دریاچه‌های بزرگ.

- شمال کانادا
  - دریاچه‌های بزرگ
  - رشته‌کوه آپالاش
  - کوه‌های راکی
- دشت‌های کانادا
- جغرافیای کانادا
- فهرست میراث جهانی یونسکو
- دیگر
  - سپر کانادا

### مناطق
- شمال کانادا (شمال)
- کانادای غربی
  - دشت‌های کانادا
  - کانادای آتلانتیک
    - منطقه کرانه‌ای کانادا

#### دیگر
- فرانسوی-کانادایی
- آکادی (مستعمره فرانسوی)
- دالان کبک سیتی–ویندزور

#### استان‌ها
| قلمرو، با پرچم         | مخفف پستی/ ISO 3166-2:CA | سایر اختصارات             | مرکز                             | وارد کنفدراسیون شدن | جمعیت (2016) | مساحت(km2) | مساحت(km2) | مساحت(km2) |
| قلمرو، با پرچم         | مخفف پستی/ ISO 3166-2:CA | سایر اختصارات             | مرکز                             | وارد کنفدراسیون شدن | جمعیت (2016) | خشکی       | آبی        | کل         |
| ---------------------- | ------------------------ | ------------------------- | -------------------------------- | ------------------- | ------------ | ---------- | ---------- | ---------- |
| انتاریو1               | ON                       | Ont.                      | تورنتو                           | ۱ ژوئیه ۱۸۶۷        | ۱۳٬۴۴۸٬۴۹۴   | ۹۱۷٬۷۴۱    | ۱۵۸٬۶۵۴    | ۱٬۰۷۶٬۳۹۵  |
| استان کبک1             | QC                       | Que. , PQ, P.Q.           | کبک (شهر)                        | ۱ ژوئیه ۱۸۶۷        | ۸٬۱۶۴٬۳۶۱    | ۱٬۳۵۶٬۱۲۸  | ۱۸۵٬۹۲۸    | ۱٬۵۴۲٬۰۵۶  |
| نوا اسکوشیا2           | NS                       | N.S.                      | هالیفاکس (نوا اسکوشیا)           | ۱ ژوئیه ۱۸۶۷        | ۹۲۳٬۵۹۸      | ۵۳٬۳۳۸     | ۱٬۹۴۶      | ۵۵٬۲۸۴     |
| نیوبرانزویک2           | NB                       | N.B.                      | فردریکتون                        | ۱ ژوئیه ۱۸۶۷        | ۷۴۷٬۱۰۱      | ۷۱٬۴۵۰     | ۱٬۴۵۸      | ۷۲٬۹۰۸     |
| مانیتوبا3              | MB                       | Man.                      | وینیپگ                           | ۱۵ ژوئیه ۱۸۷۰       | ۱٬۲۷۸٬۳۶۵    | ۵۵۳٬۵۵۶    | ۹۴٬۲۴۱     | ۶۴۷٬۷۹۷    |
| بریتیش کلمبیا2         | BC                       | B.C.                      | ویکتوریا (بریتیش کلمبیا)         | ۲۰ ژوئیه ۱۸۷۱       | ۴٬۶۴۸٬۰۵۵    | ۹۲۵٬۱۸۶    | ۱۹٬۵۴۹     | ۹۴۴٬۷۳۵    |
| جزیره پرنس ادوارد2     | PE                       | PEI, P.E.I. , P.E. Island | شارلوت‌تاون                       | ۱ ژوئیه ۱۸۷۳        | ۱۴۲٬۹۰۷      | ۵٬۶۶۰      | —          | ۵٬۶۶۰      |
| ساسکاچوان4             | SK                       | Sask. , SK, SKWN          | رجاینا                           | ۱ سپتامبر ۱۹۰۵      | ۱٬۰۹۸٬۳۵۲    | ۵۹۱٬۶۷۰    | ۵۹٬۳۶۶     | ۶۵۱٬۰۳۶    |
| آلبرتا4                | AB                       | Alta.                     | ادمونتون                         | ۱ سپتامبر ۱۹۰۵      | ۴٬۰۶۷٬۱۷۵    | ۶۴۲٬۳۱۷    | ۱۹٬۵۳۱     | ۶۶۱٬۸۴۸    |
| نیوفاندلند و لابرادور5 | NL                       | Nfld. , NF, LB            | سینت جانز، نیوفاندلند و لابرادور | ۳۱ مارس ۱۹۴۹        | ۵۱۹٬۷۱۶      | ۳۷۳٬۸۷۲    | ۳۱٬۳۴۰     | ۴۰۵٬۲۱۲    |

Notes:
1. Immediately prior to Confederation, Ontario and Quebec were part of the استان کانادا.
2. Nova Scotia, New Brunswick, British Columbia, and Prince Edward Island were separate colonies at the time of joining Canada.
3. Manitoba was established simultaneously with Northwest Territories.
4. Saskatchewan and Alberta were created out of land that had been part of Northwest Territories.
5. Prior to its entry, Newfoundland was a قلمرو امپراتوری بریتانیا within the British Commonwealth.

#### مناطق
در حال حاضر سه قلمرو در کانادا وجود دارد. برخلاف استانها، قلمروهای کانادا صلاحیت ذاتی ندارند و فقط این اختیارات توسط دولت فدرال به آنها تفویض شده‌است.
| قلمرو، با پرچم   | مخفف پستی/ ISO 3166-2:CA | سایر اختصارات | مرکز            | وارد کنفدراسیون شدن | جمعیت (2007) | مساحت(km2) | مساحت(km2) | مساحت(km2) |
| قلمرو، با پرچم   | مخفف پستی/ ISO 3166-2:CA | سایر اختصارات | مرکز            | وارد کنفدراسیون شدن | جمعیت (2007) | خشکی       | آبی        | کل         |
| ---------------- | ------------------------ | ------------- | --------------- | ------------------- | ------------ | ---------- | ---------- | ---------- |
| نورت‌وست تریتوریز | NT                       | N.W.T. , NWT  | یلونایف         | ۱۵ ژوئیه ۱۸۷۰       | ۴۱٬۷۸۶       | ۱٬۱۸۳٬۰۸۵  | ۱۶۳٬۰۲۱    | ۱٬۳۴۶٬۱۰۶  |
| یوکان            | YT                       | Y.T. , YK     | وایت‌هورس، یوکان | ۱۳ ژوئن ۱۸۹۸        | ۳۵٬۸۷۴       | ۴۷۴٬۳۹۱    | ۸٬۰۵۲      | ۴۸۲٬۴۴۳    |
| نوناووت          | NU                       | NV            | ایکالویت        | ۱ آوریل ۱۹۹۹        | ۳۵٬۹۴۴       | ۱٬۹۳۶٬۱۱۳  | ۱۵۷٬۰۷۷    | ۲٬۰۹۳٬۱۹۰  |

##### شهرداری‌ها
- فهرست استان‌ها و شهرهای کانادا
  - پایتخت‌های: اتاوا

### جمعیت‌شناسی
جمعیت‌شناسی کانادا
- کانادایی‌ها
- مهاجرت به کانادا
- بومی‌های کانادا

## تاریخ
- بومی‌های کانادا
- فرانسه نو
- تاریخ ونکوور

## سیاست
عضو سازمان های جهانی:
| - سازمان بین‌المللی فرانکفونی (OIF) - آژانس بین‌المللی انرژی اتمی (IAEA) - آژانس بین‌المللی انرژی (IEA) - آژانس چندجانبه تضمین سرمایه‌گذاری (MIGA) - آژانس فضایی اروپا (ESA) (cooperating state) - آنکتاد (UNCTAD) - اتاق بازرگانی بین‌المللی (ICC) - اتحادیه بین‌المجالس (IPU) - اتحادیه بین‌المللی مخابرات (ITU) - اتحادیه جهانی پست (UPU) - اتحادیه کشورهای مشترک‌المنافع - انجمن توسعه بین‌الملل (IDA) - انجمن ملل آسیای جنوب شرقی (ASEAN) (dialogue partner) - اونروا (UNRWA) - بانک اروپایی بازسازی و توسعه (EBRD) - بانک بین‌المللی بازسازی و توسعه (IBRD) - بانک تسویه حساب‌های بین‌المللی (BIS) - بانک توسعه آسیایی (ADB) (nonregional member) - پلیس بین‌الملل (Interpol) - جنبش عدم تعهد (NAM) (guest) - دیوان دائمی داوری (PCA) (partner) - دیوان کیفری بین‌المللی (ICCt) - سازمان آب‌نگاری بین‌المللی (IHO) - سازمان امنیت و همکاری اروپا (OSCE) - سازمان بین‌المللی ارتباطات ماهواره‌ای (ITSO) - سازمان بین‌المللی استانداردسازی (ISO) - سازمان بین‌المللی دریانوردی (IMO) - سازمان بین‌المللی کار (ILO) - سازمان بین‌المللی ماهواره‌های تلفنی (IMSO) - سازمان بین‌المللی مهاجرت (IOM) - سازمان بین‌المللی هوانوردی غیرنظامی (ICAO) - سازمان تجارت جهانی (WTO) - سازمان جهانی بهداشت (WHO) - سازمان جهانی گردشگری (UNWTO) - سازمان جهانی گمرک (WCO) - سازمان جهانی مالکیت فکری (WIPO) - سازمان جهانی هواشناسی (WMO) - سازمان کشورهای آمریکایی (OAS) - سازمان کشورهای حوزه کارائیب (ACS) (observer and partner) - سازمان ملل متحد (UN) - سازمان منع سلاح‌های شیمیایی (OPCW) - سازمان همکاری و توسعه اقتصادی (OECD) - سازمان همکاری‌های اقتصادی آسیا–پاسفیک (APEC) - شورای اروپا (CE) (observer) - شورای شمالگان - صندوق بین‌المللی پول (IMF) - صندوق بین‌المللی توسعه کشاورزی (IFAD) - فائو (FAO) - فدراسیون بین‌المللی جمعیت‌های هلال احمر و صلیب سرخ (IFRCS) - قرارداد تجارت آزاد آمریکای شمالی (NAFTA) - کمیته بین‌المللی المپیک (IOC) - کمیساریای عالی سازمان ملل متحد برای پناهندگان (UNHCR) - گروه ده (G10) - گروه هشت (G7) - گروه هشت (G8) - گروه ۲۰ (G20) - مؤسسه مالی بین‌المللی (IFC) - ناتو (NATO) - نهضت بین‌المللی صلیب سرخ و هلال احمر (ICRM) - نیروهای پاسدار صلح سازمان ملل متحد (UNDOF) - یونسکو (UNESCO) |

## فرهنگ
فرهنگ کانادا
- اینترنت در کشور کانادا
- آشپزی کانادایی
- زبان‌های کانادا
- کانادایی‌ها
- انگلیسی کانادایی
- پرچم کانادا
- سرود ملی کانادا

### هنر
- سینمای کانادا

### دین و مذهب
- - اسلام در کانادا

### ورزش
ورزش‌های ملی
- هاکی روی یخ
- لاکراس

دیگر
- فوتبال کانادایی
- کانادا در بازی‌های المپیک
- تالار افتخارات هاکی

## اقتصاد و زیرساخت‌ها
- فهرست کشورها بر پایه تولید ناخالص داخلی: ۹ ام
- کشاورزی در کانادا
  -     - بانک ملی کانادا

  - اینترنت در کشور کانادا
- پول رایج: دلار کانادا
  - ایزو ۴۲۱۷: دلار کانادا
- مراقبت سلامتی در کانادا

- بورس تورنتو، شاخص اس‌اندپی تی‌اس‌اکس ۶۰

- - آبشارهای نیاگارا
  - فهرست فرودگاه‌های کانادا

#### استان‌ها
- بریتیش کلمبیا
- جزیره پرنس ادوارد
- ساسکاچوان
- منیتوبا
- نیوبرانزویک
- نیوفاندلند و لابرادور
- مونترآل

#### سرزمینها
- قلمروهای شمال غرب
- نوناووت
- یوکان